# João Baptista Lavanha
João Baptista Lavanha (Lisbonne, vers 1550 — Madrid, 31 mars 1624) est un ingénieur, chroniqueur, professeur, mathématicien et cosmographe portugais qui était en activité pendant l'Union ibérique.
Le fait de vivre pendant l'Union ibérique a eu nombreuses conséquences sur la carrière et le travail de Lavanha. En effet, de 1580 à 1640, à l'époque dite "philippine", le Portugal a accepté de s'unir aux autres royaumes d'Espagne et de participer au fonctionnement d'un Empire mondial dominé par les Habsbourg d'Espagne.
Cette Union, longuement méditée dans le cadre d'une crise de succession grave, s'est nouée avec le soutien d'une large majorité des élites nobiliaires et économiques du pays, et sans resistance majeure de la population, dans la mesure où les Habsbourg d'Espagne étaient les descendants les plus directs du roi D. Manuel Ier, où ils étaient considérés des membres à part entière de la famille royale portugaise.
Et surtout parce qu'ils s'étaient engagés, régnant sous leur nom royal portugais, à respecter et protéger l'indépendance politique, administrative, monétaire, financière totale du Portugal et de son Empire, comme royaume à part du reste des Espagnes, à renflouer son Trésor Royal à ses frais, et à restaurer sa situation politique difficile après la bataille d'Alcazar Kébir.
Quoique Lisbonne soit restée la capitale du Portugal pendant cette période, le siège de toutes ses administrations et institutions souveraines, sa seule capitale commerciale et financière, épicentre de ses immenses forces armées, et de ses armadas, avec monopole du commerce absolu sur son Empire, et un lieu de vie intellectuel et scientifique majeur en Europe, les rois du pays, souverains de l'Union ibérique, sont restés installés à Madrid, d'où ils ont continué à gérer l'immense multitude de leurs provinces européennes et mondiales. Or à l'époque, c'est autour de la figure du roi, et dans une relation directe avec lui, que s'organisait la vie intellectuelle, artistique et la recherche scientifique, dans le cadre de la Cour Royale.
En conséquence, quoi que formé et établi au Portugal, et portant toujours les titres de Cosmógrafo-Mor et d'Engenheiro-Mor del Reino de Portugal, Lavanha a été forcé de se déplacer et travailler pour la Cour Royale de l'Union ibérique installée à l'époque à Madrid, où il s'est fait connaître pour ses travaux de cartographie qu'il réalisa avec son élève portugais Pedro Teixeira Albernaz.

## Biographie
D'origine juive, il est né à une date inconnue, au milieu du XVIe siècle. Ses parents étaient Luís de Lavanha, un gentilhomme de la Cour et Dona Jerónima Dança, dont on ne sait rien. Aucun texte ne permet de donner des détails sur son enfance et sa jeunesse. Il a dû compléter ses études à Rome, au service Dom Sebastian, qui était professeur de mathématiques.
Au moment de la crise de succession de 1580, Philippe II d'Espagne a envoyé des troupes sous le commandement du duc d'Albe soumettre le Portugal, en 1580. 
Philippe ayant constaté que les études sur la navigation étaient plus avancées au Portugal qu'en Espagne, décide de remédier à cette situation en fermant l'école du Palais de Ribeira (Aula do Paço da Ribeira). Cette école fondée par Pedro Nunes à l'origine pour l'instruction des frères cadets du roi Jean III de Portugal, à Lisbonne, où il avait donné des leçons de mathématiques et de cosmographie, et où João Baptista Lavanha a lui-même enseigné. Philippe la transfère à Madrid dans l'Académie de mathématiques et d'architecture, dirigée par Juan de Herrera. Lavanha est engagé et nommé comme son premier professeur en 1582. Il a commencé à y enseigner le 1er janvier 1583. Cette institution a eu comme étudiant le dramaturge Félix Lope de Vega et l'écrivain Miguel de Cervantes.
Il a été nommé le 4 novembre 1586 par le souverain au poste nouvellement créé d'ingénieur en chef (Engenheiro-mor) du royaume de Portugal. Il a exercé cette fonction tout en conservant son enseignement à l'Académie de Madrid.
Du fait de la maladie de Tomás de Orta, il va servir comme chef cosmographe du royaume à partir du 13 février 1591 mais il n'a été officiellement nommé à ce poste qu'en 1596.
Il a vécu à Lisbonne jusqu'en 1599, puis est retourné à Madrid, avant d'aller en Flandre au service de Philippe III d'Espagne, où il est resté jusqu'en 1601 environ. En 1604, il était à Valladolid, qu'il a quitté en 1606 pour la réalisation des grands ouvrages hydrauliques, en relation avec le Douro.
En 1609, il reçut l'habit de l'Ordre du Christ, grâce à une déclaration favorable du souverain faite le 10 avril 1607, pour régler les questions dues à son origine juive.
En l'an 1610, Lavanha a commencé à recueillir des données géographiques qui lui ont permis d'élaborer, en 1615, une carte de l'Aragon. La qualité de détail de cette carte était telle qu'elle était restée en vigueur jusqu'à la fin du XVIIIe siècle.
En 1613 il a été occupé à des travaux d'approvisionnement en eau pour la ville de Lisbonne. En 1613, il a été également nommé professeur de mathématiques du prince, le futur Philippe IV d'Espagne.
Le 9 mars 1618, il a été nommé Chroniqueur du Royaume. 
Il a été le maître de Pedro Teixeira Albernaz, avec lequel il a travaillé sur plusieurs ouvrages de cartographie.
Il a confectionné des instruments nautiques, comme des astrolabes, des quadrants et des boussoles.
Il a épousé Dona Leonarda de Mesquita, avec qui il a eu six enfants. Au moment de sa mort, il était fortement endetté.

## Principaux travaux et publications
Il a été l'auteur d'œuvres très variées.
- Une traduction de l'œuvre d'Euclide,
- Règles nautiques (Regimento Náutico), de 1595, qui présente des règles pour déterminer la latitude et des tables de déclinaison du Soleil (Biblioteca nacional de Portugal : Texte),
- Naufrage de la nave Saint-Albert (Naufrágio da Nau S. Alberto), de 1597,
- Avec Luís Teixeira, il a réalisé en 1597 la carte « Theatrum Mundi ». Cette carte, a été reproduite dans l'ouvrage « Portugaliae Monumenta Cartographica » (1960), et se trouve actuellement à la Bibliothèque royale de Turin. Elle montre la difficulté que les cartographes ont rencontré à cette époque pour représenter la courbure de la Terre sur un planisphère[1].
- Premier livre d'architecture navale (Livro Primeiro da Arquitectura Naval), vers 1608, se trouvant actuellement à la Biblioteca da Real Academia de História de Madrid,
- Abrégé des affaires d'Espagne et description de l'Univers (Compendio de las Cosas de España e Descripcion del Universo),
- des textes inédits comme le Traité de l'art de naviguer (Tratado da Arte de Navegar), le traité de gnomonique (Tratado da Gnomónica), enfin, le Traité de l'astrolabe (Tratado do Astrolábio) (dont il existe un codex à la Biblioteca do Observatório Astronómico de Coimbra), Voyage en Inde ( Roteiro da Índia) qui est perdu.

## Source
- (pt) Cet article est partiellement ou en totalité issu de l’article de Wikipédia en portugais intitulé « João Baptista Lavanha » (voir la liste des auteurs).